# Oaxaca (cràter)
Oaxaca és un cràter de l'asteroide del cinturó principal (253) Mathilde, situat amb el sistema de coordenades planetocèntriques a 57.7 ° de latitud nord i 176.1 ° de longitud est. Fa un diàmetre de 2.5 km. El nom va ser fet oficial per la UAI l'any 2000 i fa referència a Oaxaca, conca de carbó de Mèxic.